# Janko Urbas
Janko Urbas, slovenski gozdar, * 10. maj 1877, Lovrenc na Dravskem polju, † 19. januar 1968, Maribor.
Urbas je bil rojen v kmečki družini. Gimnazijo je obiskoval v Mariboru in Novem mestu. Študiral je na visoki šoli za kmetijstvo na Dunaju, kjer je opravil tudi praktični izpit.
 Po diplomi se je ukvarjal z urejanjem hudournikov na Koroškem (1903 do 1904), potem je bil gozdarski komisar v Istri, leta 1908 je postal gozdarski nadzornik v Logatcu, še isto leto  je bil premeščen v Novo mesto, kjer je postal gozdarski referent za okraje Novo mesto,  Krško in  Črnomelj, istočasno je predaval na Kmetijski šoli na Grmu. Leta 1912 je bil premeščen v Maribor. Med prvo svetovno vojno je bil vpoklican,leta 1919 pa je postal v Mariboru gozdarski nadkomisar. V Mariboru je delal do leta 1934, ko je bil premeščen h gozdarskemu odseku banske uprave v Ljubljano. Tu je bil leta 1939 upokojen. Po upokojitvi se je vrnil v Maribor, predaval je na Gozdarski šoli, organiziral logarske tečaje in predsedoval komisiji za opravljanje strokovnih izpitov.
Izdelal je veliko gospodarskih načrtov za veleposestva in sestavljal gozdnoureditvene načrte po vsej Jugoslaviji. Leta 1945 je bil imenovan za vodjo vseh drevesnic v mariborskem okrožju. Leta 1948 so ga imenovali za sodelavca Gozdarskega inštituta Slovenije.
Urbas si je prizadeval za ustanovitev Podravske podružnice Gozdarskega društva v Mariboru. Leta 1922 je ustanovil društveno gozdno drevesnico v Slivnici, leta 1933 so jo preselili v Rače. Od tod so do leta 1941 razpošiljali sadike po vsej Jugoslaviji.  Urbas je pripravil elaborat Izkaz političnih in katastralih občin s pregledno karto gozdov za gozdno statistiko - prvi te vrste v Sloveniji. S pomočjo soavtorjev J. Lavrič in M. Šušteršič je napisal učbenik Lovstvo. Pisal je tudi članke v strokovno časopisje: Gozd in Šumarski list.